# Museo nacional Eslovaco
El Museo nacional Eslovaco (en eslovaco: Slovenské národné múzeum) es la institución más importante centrada en la investigación científica y la educación cultural en el ámbito de la actividad museológica en Eslovaquia. Sus inicios "están conectados con el esfuerzo de la nación eslovaca por la emancipación nacional y la autodeterminación".
Tiene su sede en la ciudad capital de Bratislava, sin embargo, el Museo Nacional Eslovaco administra 18 museos especializados, la mayoría de los cuales están situados fuera de la ciudad.